# 黄昏フロンティア
黄昏フロンティア（たそがれフロンティア）は、主にWindows用のゲームソフトを製作する同人ゲームサークルである。特徴としてはオリジナルではなく版権物を題材とした二次創作を主とし、元ネタとは異なるジャンルアレンジをほどこす作風があげられる。

## 経歴

### Eternal Fighter Zero
2000年8月11日、第1作として対戦型格闘ゲーム『Eternal Fighter Zero』（以下『EFZ』）を発表。この作品は、人気ギャルゲー『ONE 〜輝く季節へ〜』と『Kanon』のキャラクターの“異種”対戦という企画を引っさげての登場だった。
『EFZ』は、2002年8月11日に『AIR』のキャラクターを加えた『Eternal Fighter Zero - Blue Sky Edition』、2003年8月17日に「最終形態」を標榜する『Eternal Fighter Zero - Bad Moon Edition』（共にアドオンディスク）がリリースされた。

#### 未完成版を頒布
2000年当時、そして2002年当時に低い完成度での強行リリースを二度行った。具体的にはキャラ選択欄が空欄であったり、防御システムの調整不足などが挙げられる。これに対して制作側は「未実装」と呼んだ。
2005年11月25日、『EFZ』の最終作として『Eternal Fighter ZERO -MEMORIAL-』を頒布。これは個別にインストールする必要のあった過去3作がマージされ、さらに最新版のパッチが適用済みの作品で、現在のバージョンは「真最終形態」の4.02である。但し、過去3作を順次インストールして最終パッチを適用してもこの形態に移行することが可能。

### 東方Project関連
本サークルは同じく同人サークルである上海アリス幻樂団とのコラボレーション作品として弾幕アクションゲームを発表している。制作には『東方Project』の原作者であるZUNがストーリー監修・一部音楽提供・ボスキャラデザイン提供を行っている。そのため、ストーリーなどは原作シューティング作品の間を埋める後日談の内容となっており、「公式東方Project作品」としてナンバリングされている。
現在、東方Project公式ナンバリング作品は原作者のZUN発表作品と本サークルの発表作品のみ。
これらの作品は全てキャラクターイラストを同サークル所属のalphesがメインで手がけている為、ZUN発表作品の絵柄とは異なる。

#### 上海アリス幻樂団との共同作品
東方萃夢想 〜 Immaterial and Missing Power.
2004年4月24日、『東方Project』の上海アリス幻樂団とのコラボレーション作として第2作の制作を発表、同年12月にリリースされた。格闘ゲームシステムを踏襲しつつも、東方Projectの特徴とも言える弾幕とスペルカードシステムを取り入れた全く新しい弾幕アクションゲームとして登場。公式では「TH7.5」としてナンバリング（『東方妖々夢』の後日談）。ZUNデザインのボスキャラ伊吹萃香が初登場した。
幻想曲抜萃
2005年発表の東方萃夢想オリジナルサウンドトラック。作中のステージ展開に合わせ、「DAY DISC」と「NIGHT DISC」に分かれている。
東方緋想天 〜 Scarlet Weather Rhapsody.
2007年5月14日発表。『東方萃夢想』と同じく、上海アリス幻樂団とのコラボレーション作。黄昏フロンティア第6作。2008年5月25日第5回博麗神社例大祭でリリースされた。プレイヤーキャラが大幅に追加され、さらに前作と比べより弾幕色が強くなっているほか、デッキ構築方式によるスペルカードシステム、パッチ適用によるピアツーピアでのインターネット経由ネットワーク対戦機能が話題を呼んだ。公式では「TH10.5」としてナンバリング（『東方風神録』の後日談）。ZUNデザインの準ボスキャラ永江衣玖とボスキャラ比那名居天子が初登場した。
全人類ノ天楽録
2008年発表の東方緋想天オリジナルサウンドトラック。『幻想曲抜萃』と同様2枚組であるが、一部の曲が『幻想曲抜萃』と重なるため、「ORIGINAL DISC」と「ARRREANGE DISC」に分かれている。
東方非想天則 〜 超弩級ギニョルの謎を追え
2009年7月23日、ホームページにて発表。2009年8月15日、『コミックマーケット76』でリリースされた。追加キャラや独自ストーリーモードなど、『東方緋想天』のアペンドディスク的性格を持ち合わせているが、単体でもプレイ可能（但し、その場合は『東方緋想天』の一部キャラクターが使用不可）。プレイヤーキャラの性能やスペルカードの増加などのチューニングを実施し、また『東方緋想天』から引き続きインターネット経由のネットワーク対戦機能を備え、日々対戦プレイや有志による各種ツール発表、対戦成績ランクサイトの行動も活発である。公式では「TH12.3」としてナンバリング（『東方星蓮船』の後日談）。『緋想天』のアペンドディスクである為、ZUNデザインのボスキャラは登場しない。
なお、公式ゲーム作品の中では唯一メインタイトルが6文字となっている。
核熱造神ヒソウテンソク
2009年発表の東方非想天則オリジナルサウンドトラック。『非想天則』で追加されたBGMをメインに収録している為、他の作品と異なり1枚組。
東方心綺楼 〜 Hopeless Masquerade.
2012年10月5日、ホームページにて発表。2013年5月26日、『博麗神社例大祭10』で販売された。ゲームのシステムは前作の物を根底から一新させ、空中にて縦横無尽に自由に戦える戦闘形式が注目を集めた。自分と相手プレイヤーキャラに『人気』のメーターがあり、背景で応援しているキャラに見せる戦い方によって勝敗が大きく左右される。インターネット経由のネットワーク対戦も前作と同様に実装されており、新たに第三者の目線で対戦を眺める事のできる「観戦」という項目が追加された。また、自分のプロファイルにてオリジナルのアイコンの設定も可能。特に本作はこれまでと比べ細かい箇所に至るまで表現の行き届いたプレイしていて楽しいゲームとして仕上がっている。公式では「TH13.5」としてナンバリング（『東方神霊廟』の後日談）。ZUNデザインのボスキャラ秦こころが初登場した。
暗黒能楽集・心綺楼
2013年発表の東方心綺楼オリジナルサウンドトラック。ゲーム内で使用された楽曲を収録した2枚組になっており、ボスキャラの秦こころが目の前の光に向かって地を這うどこかおどろおどろしいジャケットが特徴。
東方深秘録 〜 Urban Legend in Limbo.
2014年11月16日、秋葉原UDXで開催された「デジゲー博2014」のチラシにて発表。2015年5月10日、『博麗神社例大祭12』で発売された。前作『東方心綺楼』と同じゲームシステムを取り入れた弾幕アクションゲームである。また、今作は毎回必ずキャラクターイラストを手がけていたalphesによるイラストではなく、「月刊コンプエース」にて連載の漫画「東方鈴奈庵 〜 Forbidden Scrollery.」を手がけている春河もえのイラストになった。後にPlayStation 4への移植された。公式では「TH14.5」としてナンバリング（Windows版は『東方輝針城』、PS4版追加シナリオは『東方紺珠伝』の後日談）。ZUNデザインのボスキャラ宇佐見菫子が初登場した。
深秘的楽曲集 宇佐見菫子と秘密の部室
2015年発表の東方深秘録オリジナルサウンドトラック。『全人類ノ天楽録』と同様、一部の曲が『暗黒能楽集・心綺楼』と重なるため、「ORIGINAL DISC」と「ARRREANGE DISC」に分かれている。
深秘的楽曲集・補
東方深秘録PS4版で追加された楽曲を収録したサウンドトラック。PS4版の初回生産限定盤に付属。
東方憑依華 〜 Antinomy of Common Flowers.
2016年12月11日、生放送「東方深秘録発売記念“Play,Doujin!”大忘年会」にて発表。2017年12月29日、『コミックマーケット93』で発売された。公式では「TH15.5」としてナンバリング（『東方紺珠伝』の後日談）。ZUNデザインのボスキャラ依神女苑・依神紫苑が初登場した。
完全憑依ディスコグラフィ
2018年発表の東方憑依華オリジナルサウンドトラック。『暗黒能楽集・心綺楼』と同様、一部の曲が『深秘的楽曲集 宇佐見菫子と秘密の部室』と重なるため、「ORIGINAL DISC 1・2」と「ARRREANGE DISC」に分かれている。
東方剛欲異聞 〜 水没した沈愁地獄
2019年10月、ホームページにて発表。2021年10月24日、『第8回博麗神社秋季例大祭』で発売された。前作までと異なり、横スクロールアクションゲームとなっている。公式では「TH17.5」としてナンバリング（『東方鬼形獣』の後日談）。ZUNデザインのボスキャラ饕餮尤魔が初登場した。
強欲な獣のムジカ
2021年発表の東方剛欲異聞オリジナルサウンドトラック。

#### 二次創作
以下の作品はすべて上海アリス幻樂団が関わっていない二次創作である。
スーパーマリサランド
2005年4月24日に発売された『東方Project』のゲームである。ただし本作では『東方萃夢想』とは違って上海アリス幻樂団は関わっておらず、二次創作としての発売だった。東方のキャラ（霧雨魔理沙、アリス・マーガトロイドなど）を使ったスーパーマリオ風のアクションゲームである。
MegaMari|MegaMari メガマリ -魔理沙の野望-
2006年4月24日、『博麗神社例大祭』にて発売。『スーパーマリサランド』と同じく二次創作としての発売。霧雨魔理沙とアリス・マーガトロイドを操作して進むロックマン風のアクションゲーム。
ぱちゅコン！ -Defend the library-
2007年12月31日『コミックマーケット73』にて発売。黄昏フロンティア初のマウスを使って操作するシステム。リアルタイム戦略ゲーム。
魔理沙と6つのキノコ
2010年8月14日『コミックマーケット78』にて発売。『スーパーマリサランド』の第2弾ともいうべき内容のスーパーマリオ風のアクションゲーム。今作では主役の霧雨魔理沙が様々なアイテムを獲得することで別々の衣装（コスチューム）に着替え、その衣装に応じた特殊能力（飛び道具や滑空など）を駆使することが可能。また一つ前に所持していたアイテムをストックしてボタン一つで前のアイテムを取り出せたり、ステージによってはゴールとなる場所が複数あるなど、『スーパーマリオワールド』を意識した作りになっている。
ダイナマリサ3D
2011年5月1日『COMIC1☆5』にて発売。サンドロットの『地球防衛軍3』をオマージュしたTPS。
古明地さとりの情操教育
2012年8月11日『コミックマーケット82』にて発売。東方地霊殿の愉快で可愛い仲間達と共にクォータービューのアクションパズルを楽しめるゲームとなっている。パッケージやゲーム内で使われているイラストと相まってタイトル名がとても魅力的に聞こえるが、特に深い意味はない。
収集荷取 Shoot Shoot にとり
2014年11月28日『博麗神社例大祭11』にて発売。黄昏フロンティア初のシューティングゲームとなる。主人公(自機)の河城にとりを操り、倒した敵のアイテムを奪って自機を強化していく。アイテムを回収し過ぎると徐々に重量が重くなり動きが鈍くなるが、それと引き換えに火力とロマンの溢れる無敵要塞へと昇華されてゆく。

### ひぐらしデイブレイク
ひぐらしデイブレイク
2005年10月、『ひぐらしのなく頃に』の07th Expansion監修で製作を発表。2006年8月11日、『コミックマーケット70』にて頒布。同人ゲームでありながら、ドラマCD版と同様の有名声優を起用した。
ひぐらしデイブレイク改
2007年4月22日にアペンドディスクとしてリリース。新キャラ、新ストーリーなど新たな要素を追加している。
ひぐらしデイブレイクPortable
2008年11月27日に発売した、PlayStation Portable (PSP) 向けソフトウェア。商業向けソフトウェアとして株式会社アルケミストが移植・発売している。『デイブレイク改』のパッケージを取り込み、かつPSP内蔵のアドホック機能を用いた協力・対戦機能を装備している。
ひぐらしデイブレイクPortable MEGA EDITION
2009年11月26日に発売したスレイステーション・ポータブル向けソフトウェア。『Portable』のシステムに新キャラ3人を加え、データインストールによる読み込み短縮機能などを装備した改良版。これも商業向けソフトウェアとして株式会社アルケミストが移植・発売している。

### なつのかげろう
なつのかげろう
2010年4月、エイプリルフールに合わせて発表された、シナリオ原案07th Expansion制作黄昏フロンティアによる初のオリジナル。現在はまだ完成しておらず、発売されれば初の黄昏フロンティア一次創作となる作品。

### グリーフシンドローム
グリーフシンドローム
2011年8月、『魔法少女まどか☆マギカ』を題材とした2Dアクションゲーム。『コミックマーケット80』にて頒布したが、商業作を題材としたのはこれが2作目となる。協力型アクションゲームではあるが、インターネットを介したCO-OPは未対応。人魚の魔女は原作通りに美樹さやかに対してあることを遂行しなければ出現しない。パッチを当てることで昔の暁美ほむらとキュウベエが使用可能となる。

## 主要メンバー
EFZ
- 海原いるか (General Producer/Character Graphics/System Graphics/Script/Sound Effects)
- ののたろう (Chief Programmer)
- Kuma。(Assistant Programmer)
- りんと (Assistant Programmer)
- alphes (Character Graphics)
- スペクター (Character Graphics)
- 長谷川イワシ (Character Graphics/Background Graphics)
- GOME (Character Graphics)
- ひろよ (Background Graphics)
- 秋山雲丹 (Background Graphics)
- Jark (Background Graphics)
- MATUDA98 (Package&Game Illustration)
- 捏音たむ (System Graphics)
- JYUNYA (Sound Effects)
- ぁゅぅ (System Voice Actor)
- NKZ (Music)

東方深秘録
- 海原海豚（統括/スクリプト/エフェクト/システムグラフィック）
- ののたろう（プログラム）
- spsp（プログラム）
- 春河もえ（イラスト）
- 鰯（キャラクターグラフィック/背景）
- HALT（キャラクターグラフィック）
- ミゲルふとし（キャラクターグラフィック）
- タコヤキネコ（キャラクターグラフィック）
- 老谷津（キャラクターグラフィック）
- 茶鳥（キャラクターグラフィック）
- スペクター（キャラクターグラフィック）
- とんのり丸（キャラクターグラフィック）
- てと（キャラクターグラフィック）
- おのけい（キャラクターグラフィック）
- 葛（背景）
- あきやまうに（システムグラフィック/マニュアル/音楽）
- dada（マニュアル）
- JUN（Violin）
- NKZ（効果音）